# Alors on danse
«Alors on danse» (‘Entonces bailamos’) es una canción compuesta por el cantautor Stromae, publicada por primera vez en Bélgica en septiembre de 2009. El sencillo alcanzó la posición número uno en Bélgica, Albania, Austria, Bulgaria, Dinamarca, Eslovaquia, Finlandia, Francia, Alemania, Grecia, Italia, Luxemburgo, Países Bajos, Polonia, la República Checa, Rumania, Rusia, Suiza y Turquía, y encabezó también la lista European Hot 100 Singles. Cuatro meses después del lanzamiento en Europa, se vendieron casi un millón de copias en todo el mundo. El tema duró 57 semanas en la lista German Singles, convirtiéndolo en el 40.º tema en permanecer más de un año en esa lista y el 31.º con la permanencia más duradera. Según Francophonie Diffusion, «Alors on danse» fue el sencillo en francés más reproducido del mundo durante 2010. El video musical fue dirigido por Jérôme Guiot y Paul Van Haver.

## Versiones y remixes
- El cantante estadounidense Pitbull sampleó la melodía de «Alors on danse» en su canción «Guantanamera» incluida en su álbum Armando editado en 2010.[4]
- La cantante estadounidense Lumidee lanzó una versión de la canción junto con la rapera Chase Manhattan en marzo de 2010.[5]
- Kanye West y Gilbere Forte también lanzaron su versión juntos en agosto de 2010.[6]
- El youtuber Strange Fruits hizo su versión con una animación de la canción el 17 de septiembre de 2021.
- En este mismo año, los DJs Joel Corry y Jax Jones incluyeron el sampleo de esta canción para su éxito "Out Out", con las participaciones de Charli XCX y Saweetie.
- Martin Urrutia versionó la canción en la Gala 6 de Operación Triunfo 2023,[7]versión que se encuentra recogida en su álbum recopilatorio Lo mejor de Martin Urrutia.

## Lista de canciones
| Sencillo en CD |                                 |          |  |
| N.º            | Título                          | Duración |  |
| 1.             | «Alors on danse» (Radio edit)   | 3:28     |  |
| 2.             | «Alors on danse» (Extended Mix) | 4:19     |  |

| Descarga digital – EP |                                                   |          |  |
| N.º                   | Título                                            | Duración |  |
| 1.                    | «Alors on danse» (con Kanye West y Gilbere Forte) | 3:34     |  |
| 2.                    | «Alors on danse» (con Erik Hassle)                | 3:28     |  |
| 3.                    | «Alors on danse» (Solo Remix)                     | 4:10     |  |
| 4.                    | «Alors on danse» (Solo Dub Remix)                 | 4:09     |  |
| 5.                    | «Alors on danse» (Mowgli Remix)                   | 6:25     |  |

## Posicionamiento en listas y certificaciones
| Lista (2009–14)                         | Mejor posición |
| --------------------------------------- | -------------- |
| Alemania (Offizielle Deutsche Charts)   | 1              |
| Australia (ARIA)                        | 79             |
| Austria (Ö3 Austria Top 40)             | 1              |
| Bélgica (Flandes) (Ultratop 50)         | 1              |
| Bélgica (Valonia) (Ultratop 50)         | 1              |
| Canadá (Hot 100)                        | 46             |
| Dinamarca (Tracklisten)                 | 1              |
| Escocia (The Official Charts Company)   | 22             |
| Eslovaquia (Rádio Top 100)              | 1              |
| España (Top 100 Canciones)              | 9              |
| Estados Unidos (Dance/Mix Show Airplay) | 19             |
| European Hot 100                        | 1              |
| Finlandia (OFC)                         | 3              |
| Francia (SNEP)                          | 1              |
| Grecia (Greece Digital Songs)           | 1              |
| Hungría (Dance Top 40)                  | 29             |
| Irlanda (IRMA)                          | 22             |
| Israel (Media Forest)                   | 4              |
| Italia (FIMI)                           | 1              |
| Noruega (VG-lista)                      | 12             |
| Países Bajos (Dutch Top 40)             | 1              |
| Reino Unido (UK Singles Chart)          | 25             |
| Reino Unido (UK Dance Chart)            | 5              |
| República Checa (Rádio Top 100)         | 1              |
| Suecia (Sverigetopplistan)              | 2              |
| Suiza (Schweizer Hitparade)             | 1              |

| País         | Lista (2010)                | Posición |
| ------------ | --------------------------- | -------- |
| Alemania     | German Singles Chart        | 7        |
| Austria      | Austrian Singles Chart      | 6        |
| Bélgica      | Ultratop flamenca           | 1        |
| Bélgica      | Ultratop valona             | 2        |
| Dinamarca    | Tracklisten                 | 4        |
| España       | PROMUSICAE                  | 40       |
| Europa       | European Hot 100            | 5        |
| Francia      | SNEP Charts                 | 2        |
| Países Bajos | Nederlandse Top 40          | 6        |
| Reino Unido  | The Official Charts Company | 188      |
| Suecia       | Sverigetopplistan           | 23       |
| Suiza        | Schweizer Hitparade         | 5        |

### Certificaciones
| País         | Organismo certificador | Certificación | Ventas  | Ref.   |
| ------------ | ---------------------- | ------------- | ------- | ------ |
| Alemania     | BVMI                   | Platino       | 300 000 | [ 48 ] |
| Reino Unido  | BPI                    | Plata         | 200 000 | [ 49 ] |
| Bélgica      | BEA                    | 3× Platino    | 60 000  | [ 50 ] |
| Dinamarca    | IFPI Dinamarca         | Platino       | 30 000  | [ 51 ] |
| España       | PROMUSICAE             | Oro           | 20 000  | [ 52 ] |
| Italia       | FIMI                   | Platino       | 30 000  | [ 53 ] |
| Países Bajos | NVPI                   | Platino       | 20 000  | [ 54 ] |
| Suecia       | IFPI Suecia            | Oro           | 20 000  | [ 55 ] |
| Suiza        | IFPI Suiza             | 2× Platino    | 60 000  | [ 56 ] |